# ライアンエアー4978便

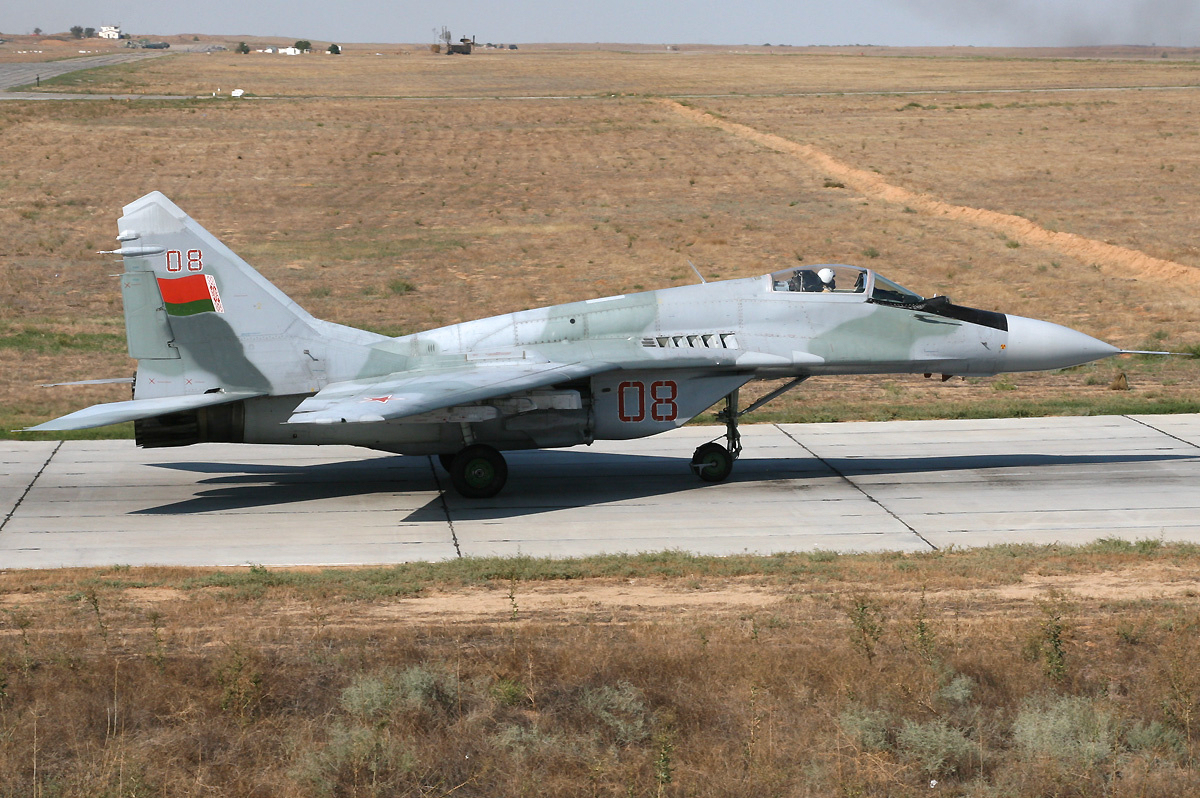
ベラルーシ空軍のMiG-29

ライアンエアー4978便は、ギリシャのアテネ国際空港発リトアニアのヴィリニュス国際空港着のEU圏内の国際旅客定期便である。
2021年5月23日、当該航空機はベラルーシの領空でアレクサンドル・ルカシェンコ大統領の命令により、ベラルーシ空軍の戦闘機の要撃の下でミンスク・ナショナル空港に緊急着陸した。その後、乗客の1人、ベラルーシの野党系政治活動家、ジャーナリストのラマン・プラタセヴィチがベラルーシ警察により逮捕された。

## 概要
2021年5月23日、ライアンエアー4978便（アテネ - ビリニュス）はヴィリニュスより83km南、ミンスクより170km西のベラルーシ領空で、機内に爆弾が仕掛けられるとの通報があるため、パイロットはベラルーシの管制官から「機内に潜在的なセキュリティの脅威がある」と通知され、ミンスク・ナショナル空港に緊急着陸するように言われた。当時に機内に171人の乗客がいた。着陸後、ベラルーシ政府によりいくつかの犯罪で告発されたベラルーシの政治活動家、ローマン・プロタセビッチが飛行機から連れ去られた。ベラルーシの報道機関によると、大統領アレクサンドル・ルカシェンコは飛行機をミンスクに着陸させるように命令し、ベラルーシ空軍のMiG-29戦闘機を要撃に送った。ベラルーシの政府通信社BelTAは、パイロットがミンスクに着陸するよう要請したと述べた。ライアンエアーとベラルーシの警察当局はいずれも、機内で爆弾は発見されなかったと述べた。
プロタセビッチとその友人以外にも、別の乗客4人は5月23日時点でリトアニアに入国しなかった。ベラルーシの野党指導者スヴャトラーナ・ツィハノウスカヤはICAOに対して事件の調査を求めた。プロタセビッチは2020年の反政府抗議における活動のために「テロ活動に関与した個人」のリストに載せられていたため、ツィハノウスカヤはプロタセビッチがベラルーシで「死刑に直面している」と述べた。
ツィハノウスカヤに近い情報筋によると、プロタセビッチ自身がアテネ国際空港にいた時、監視下にあることに気づいた。彼のメッセージの中で、空港と税関の行列で隣にいた男性が彼の旅行書類の写真を撮ろうとしたと述べた。また、プロタセビッチによって設立されたNextaというTelegramチャンネルのメンバーであるTadeusz Giczanによると、ベラルーシKGBの工作員が飛行中に機内に即席爆発装置があると主張し、ライアンエアーの乗組員と衝突したことがあった。リトアニア国際空港のスポークスウーマン、リナ・ベイジンは、ミンスク・ナショナル空港から「乗組員と乗客の間に衝突があったため、飛行経路が変更された」と伝えられたとAFP通信社に語った。
当該航空機はミンスクに到着した7時間後に再び出発し、8時間半遅れてビリニュスに到着した。航空機がビリニュスに到着したとき、少なくとも2人のアテネから搭乗していた乗客は機内にいなかったという。

## 反応
リトアニア大統領ギタナス・ナウセダは、ベラルーシ当局が「忌まわしい行動」を実行したと非難した。また、彼はNATOとEU各国に対し、ベラルーシ政府が国際民間航空にもたらす脅威に直ちに対応するよう要請する。国際社会は、これが繰り返されないように直ちに措置を講じなければならないと述べたまた、リトアニアの首相イングリダ・シモニーテはビリニュス国際空港での短い記者会見で、航空機の強制着陸とハイジャックについての審理前調査が始まったことを通知した。
ギリシャの首相キリアコス・ミツォタキスは、航空機の強制着陸を「衝撃的な行為」と表現し、ベラルーシへの政治的圧力を強めなければならないと述べた。ギリシャの外相ニコス・デンディアスはこの事件を「国によるハイジャック」と表現した。
機体の所有会社はポーランドの会社であるため、5月24日にポーランドの検事総長はこの事件の捜査開始を命じた。

## 制裁
5月26日、欧州連合と欧州航空安全機関は、欧州の航空会社がベラルーシ領空を飛行することを正式に停止する命令を出した。
6月4日、欧州連合はベラルーシの航空会社の領空の飛行を禁止した。

## 参考資料
1. ↑  Lister, Tim; Pavlova, Olga (2021年5月23日). “Belarus activist arrested after fighter jet intercepts his Ryanair flight”. CNN
2. ↑  van Dorpe, Simon (2021年5月23日). “EU blasts Belarus for ‘hijack’ of airliner and arrest of activist”. POLITICO
3. 1 2 3  Hradecky (2021年5月23日). “Incident: Ryanair Sun B738 near Minsk on May 23rd 2021, Greece calls diversion states hijack”.   The Aviation Herald. 2021年5月24日閲覧。
4. ↑  Troianovski, Anton; Nechepurenko, Ivan (2021年5月23日). “Belarus Forces Down Plane to Seize Dissident; Europe Sees 'State Hijacking'”. The New York Times 2021年5月24日閲覧。
5. ↑  “Ryanair plane: Western powers voice outrage at plane 'hijacking'”. BBC.com. (2021年5月24日) 2021年5月24日閲覧。
6. ↑  “Belarus opposition says government forced Ryanair plane to land to arrest journalist”. Deutsche Welle (2021年5月23日). 2021年5月23日閲覧。
7. ↑  “У аэрапорце Мінска, рэзка змяніўшы курс, прызямліўся самалёт Афіны—Вільня — на борце быў Раман Пратасевіч” (Belarusian).   nn.by. 2021年5月23日閲覧。
8. ↑  “На борту самолета, экстренно посаженного в Минске, был Роман Протасевич” (Belarusian).   People Onliner (2021年5月23日). 2021年5月23日閲覧。
9. ↑  “У аэрапорце "Мінск" затрыманы блогера Раман Пратасевіч” (Belarusian).   Spring 96. 2021年5月23日閲覧。
10. ↑  “Команду принять в Минске "заминированный" самолет Ryanair дал лично Лукашенко” (Belarusian).   BelTA (2021年5月23日). 2021年5月23日閲覧。
11. ↑  “Основатель Nexta Протасевич задержан в аэропорту Минска” (Russian).   Kommersant (2021年5月23日). 2021年5月23日閲覧。
12. ↑  Plikūnė (2021年5月23日). “Be opozicionieriaus ir jo draugės į Lietuvą negrįžo ir dar keturi lėktuvo keleiviai: kas jie – kol kas mįslė” (Lithuanian).   DELFI. 2021年5月23日閲覧。
13. ↑  Kaminski-Morrow. “Political leaders outraged as Belarus 'forces' Ryanair 737 diversion to Minsk”.   Flight Global. 2021年5月23日閲覧。
14. ↑  “Belarusian Journalist Arrested After His Flight Diverted To Minsk After False Bomb Threat”.   Radio Free Europe. 2021年5月23日閲覧。
15. ↑  “Belarus diverts plane to arrest journalist, says opposition”. Deutsche Welle (2021年5月23日). 2021年5月24日閲覧。
16. ↑  “Thriller in flight from Athens: Belarus forces plane to land to arrest activist (original: Θρίλερ με πτήση από Αθήνα: Η Λευκορωσία ανάγκασε αεροσκάφος να προσγειωθεί για να συλλάβει ακτιβιστή)”. Efimerida Ton Syntakton (2021年5月23日). 2021年5月24日閲覧。
17. ↑  Reevell, Patrick (2021年5月24日). “Ryanair flight forced to land in Belarus with top activist on board”. ABCNews.go.com 2021年5月24日閲覧。
18. ↑  “EU Outrage as Belarus Diverts Flight, Arrests Opposition Activist”. The Moscow Times (2021年5月23日). 2021年5月24日閲覧。
19. ↑  “Western powers voice outrage as Belarus accused of hijacking plane”.   BBC News Online. 2021年5月24日閲覧。
20. ↑  “Belarus 'diverts Ryanair flight to arrest journalist', says opposition”. BBC News (2021年5月23日). 2021年5月24日閲覧。
21. ↑  “Belarus forces Ryanair plane bound for Vilnius to land, infuriating Lithuania”. Reuters (2021年5月23日). 2021年5月24日閲覧。}
22. ↑  “Oro uoste Minske nutupdyto lėktuvo keleivius sutikusi Šimonytė: tai negali likti be atsako”. LRT (2021年5月23日). 2021年5月24日閲覧。
23. ↑  “Mitsotakis: Ryanair forced landing a 'shocking act'”. Kathimerini (2021年5月23日). 2021年5月24日閲覧。
24. ↑  “Prokuratura Krajowa potwierdza: Ziobro nakazał wszcząć śledztwo ws. samolotu Ryanair” (ポーランド語). Wprost (2021年5月24日). 2022年11月7日閲覧。
25. ↑  Julia Buckley. “How Belarus 'hijacking' has redrawn Europe's air map”.   CNN. 2021年6月13日閲覧。
26. ↑  JACLYN DIAZ. “The EU Bans Belarus Airlines And Reroutes Flights Around Its Airspace”.   NPR. 2021年6月13日閲覧。
27. ↑  Robin Emmott. “EU bans Belarus airlines as opposition urges G7 sanctions”.   ロイター. 2021年6月13日閲覧。